# Червоне (Берестинський район)
Червоне́ (Красний Яр) —  село в Україні, у Берестинському районі Харківської області.

## Географія
Село Червоне знаходиться на відстані 2 км від річки Берестовенька (правий берег). По селу протікає пересихаючий струмок з загатами. Поруч проходить автомобільна дорога М18 (E105).

## Історія
- 1928 - дата заснування.
- 22 червня 2023 року рішенням №230 Національної комісії зі стандартів державної мови віднесено до списку населених пунктів, які «можуть не відповідати лексичним нормам української мови», зокрема стосуватися «російської імперської чи колоніальної політики». Громаді рекомендовано обґрунтувати доцільність збереження поточної назви або запропонувати нову назву в установленому законодавством порядку.[1]

## Населення
Згідно з переписом УРСР 1989 року чисельність наявного населення села становила 60 осіб, з яких 27 чоловіків та 33 жінки.
За переписом населення України 2001 року в селі мешкала 41 особа.

### Мова
Розподіл населення за рідною мовою за даними перепису 2001 року:
| Мова       | Відсоток |
| ---------- | -------- |
| українська | 92,31 %  |
| російська  | 7,69 %   |